# پری‌اغلولار، آق‌دام
پری‌اغلولار (ترکی آذربایجانی: Pərioğlular) یک منطقهٔ مسکونی در جمهوری آرتساخ است که در استان آسکران واقع شده‌است.